# Teorema de Glaeser
Em análise matemática, o teorema de Glaeser, é uma caracterização da continuidade da derivada da raiz quadrada das funções de classe {\displaystyle C^{2}} (enésima derivada é uma função contínua). Foi publicado em 1963 por Georges Glaeser, e posteriormente simplificado por Jean Dieudonné.
Teorema de Glaeser — Seja {\displaystyle f\ :\ U\rightarrow \mathbb {R} ^{+}} uma função de classe {\displaystyle C^{2}} num conjunto aberto U contido em {\displaystyle \mathbb {R} ^{n}}, então {\displaystyle {\sqrt {f}}} é de classe {\displaystyle C^{1}} em U se e somente se suas derivadas parciais de ordens 1 e 2 desaparecem nos zeros de f.